# David Burghley
David George Brownlow Cecil,, connu comme lord Burghley avant 1956, sixième marquis d'Exeter,, est un athlète,, homme politique, et dirigeant sportif britannique, né le 9 février 1905, à Burghley House près de Stamford, dans le Lincolnshire (Angleterre) et mort le 22 octobre 1981 à Stamford. Spécialiste de courses de haies, il a été surnommé le Lord of the Hurdles (« seigneur des haies », en anglais). Le point d'orgue de sa carrière sportive est sa médaille d'or au 400 mètres haies des Jeux olympiques d'été de 1928. Fort de sa popularité, il s'engage en politique au sein du parti conservateur. Élu député de Peterborough (Cambridgeshire) en 1931, il siège aux Communes jusqu'en 1943, date à laquelle il démissionne pour devenir gouverneur des Bermudes. En 1946, il devient le deuxième président de l'Association internationale des fédérations d'athlétisme de 1946, fonctions qu'il exerce jusqu'en 1976.

## Biographie
Il nait dans une famille aristocratique à Stamford le 9 février 1905.
Il est l'un des 3 étudiants ayant réussi à courir autour de la grande cour du Trinity College de Cambridge avant le 12e coup de l'horloge. Ce fait sportif amateur a été utilisé par Collin Welland dans le film du réalisateur Hugh Hudson Les Chariots de feu ; ses exploits sportifs ont servi de trame au film, dans lequel il est interprété par Nigel Havers dans le rôle de Lord Lindsay.
Il participe au sein de l'équipe britannique aux Jeux olympiques d'été de 1924 à Paris où il est éliminé dès le premier tour.
Par la suite, il participe aux Jeux olympiques de 1928 à Amsterdam, où il remporte la médaille d'or du 400 m haies. Il est gouverneur des Bermudes de 1943 à 1945.

### Présidence de l'IAAF
En 1946, il est nommé président de l'IAAF, alors qu'il préside depuis dix ans l'England's Amateur Athletic Association, postes qu'il conservera jusqu'en 1976, date à laquelle il se retire de ses fonctions. Sa fin de mandat est houleuse : les pays non européens demandant une plus grande part décisionnelle dans les choix de la fédération.